# Холодний старт (обчислювальна техніка)
Холодний старт в комп'ютерних обчисленнях означає ситуацію, коли система або її частина, щойно створена чи перезавантажена, поки що не працює в нормальному режимі. Проблема може полягати в ініціалізації внутрішніх об'єктів, заповненні кешу чи запуску підсистем.
У типовій архітектурі вебслужби ця проблема проявляється після перезапуску сервера або очищення кешу (наприклад, після випуску нової версії). Перші запити до вебслужби створюють значно більше навантаження, бо серверу треба заповнити кеш, а браузеру — згенерувати новий локальний кеш, і також завантажити нові ресурси. Інші сервіси, як-от кешувальні проксі-сервери чи веб-акселератори, також потребують часу, щоб зібрати нові дані й запрацювати в нормальному режимі.
Схожа проблема виникає при створенні екземплярів у хостингових середовищах та в службах хмарних обчислень.
«Холодний старт» (або холодне перезавантаження) може також означати процес завантаження окремого комп'ютера чи віртуальної машини.
У такому разі після перезавантаження виконуються сервіси та інші програми автозапуску. Система зазвичай стає доступною для користувача навіть тоді, коли фонова ініціалізація ще не завершена й уповільнює інші операції.
Ще один різновид проблеми трапляється, коли модель даних певної системи вимагає встановлення зв'язків між об'єктами. У цьому випадку нові об'єкти не функціонуватимуть коректно, доки зв'язки не будуть створені: добре відомі складнощі у рекомендаціних системах.
У деяких сценаріях машинного навчання, зокрема там, де навчальна вибірка поступово поповнюється з часом (наприклад, в активному навчанні), холодний старт означає тренування моделі на вже наявному позначеному пулі з додаванням нових даних «з нуля», замість використання всього накопиченого досвіду попередніх тренувань (теплий старт). На відміну від попередніх випадків, у цих сценаріях холодне навчання іноді дає кращі результати.